# UFC Paderborn
Der UFC Paderborn (offiziell: Universitäts-Futsal-Club Paderborn e.V.) ist ein Futsalverein aus Paderborn. Die Mannschaft spielte von 2015 bis 2018 in der erstklassigen Futsalliga West.

## Geschichte
Seit den späten 2000er Jahren gab es an der Universität Paderborn Futsalkurse. Im Jahre 2013 wurde damit begonnen, eine Mannschaft aufzubauen, die ohne jede Spielpraxis ein internationales Turnier im französischen Lille gewinnen konnte. Ein Jahr später wurde der Finaleinzug bei diesem Turnier nur knapp verpasst. Die Mannschaft entschloss sich daraufhin, an offiziellen Meisterschaftsspielen teilzunehmen. Gleichzeitig führte der Fußball- und Leichtathletik-Verband Westfalen eine zweigleisige Westfalenliga als zweithöchste Spielklasse ein. Dort sicherten sich die Paderborner durch einen 5:4-Sieg gegen die Black Panthers Brackwede die Meisterschaft und den Aufstieg in die erstklassige WFLV-Futsal-Liga. Darüber hinaus gewann die Mannschaft noch durch einen 1:0-Finalsieg über den UFC Münster den Westfalenpokal.
Als Aufsteiger wurde der UFC in der Saison 2015/16 auf Anhieb Fünfter, musste aber bereits ein Jahr später wieder absteigen. Kurioserweise blieben die Paderborner dennoch erstklassig, da die zweite Mannschaft des Vereins Meister der Oberliga Westfalen wurde und dem UFC somit einen Platz in der Futsalliga West ermöglichte. Doch der Abstieg war damit nur aufgeschoben. Am Ende der Saison 2017/18 stiegen die Paderborner als Vorletzter ab.

## Weitere Mannschaften
Die zweite Mannschaft nahm im Jahre 2015 den Spielbetrieb in der drittklassigen Westfalenliga auf. Durch einen 7:1-Finalsieg über den FC Gladiators Rheine wurden die UFC-Reserve Meister und stieg in die Oberliga Westfalen auf. Dort wurde die Mannschaft auf Anhieb Meister. Die Frauenmannschaft des UFC gewann im Jahre 2016 den erstmals ausgespielten WFLV-Futsal-Pokal durch einen 6:4-Sieg über Holzpfosten Schwerte. Ein Jahr später schloss sich die Mannschaft der Futsalliga West an und wurde auf Anhieb Vizemeister hinter dem UFC Münster. 2018 wurden die Paderbornerinnen erneut Vizemeister. Heimspielstätte ist die Sporthalle 1 der Universität Paderborn.

## Erfolge
- Westfalenmeister: 2015, 2016
- Westfalenpokalsieger: 2015
- WFLV-/WDFV-Pokalsieger Frauen: 2016, 2019